# MUGEM
El portaaviones de la clase MUGEM es una iniciativa de la Armada turca para construir un portaaviones totalmente autóctono. "MUGEM" es el acrónimo en turco de "Milli Uçak Gemisi", que traducido significa "Portaaviones Nacional". La construcción del primer portaaviones de la clase MUGEM comenzó el 2 de enero de 2025.

## Desarrollo
Los planes para un futuro portaaviones turco fueron anunciados por primera vez en octubre de 2023 por el presidente de Turquía, Recep Tayyip Erdoğan , como una cooperación entre España y Turquía.
El 25 de abril de 2024, en la recepción de prensa en el Astillero Naval de Estambul, se dieron a conocer nuevos detalles. Contrariamente a las noticias anteriores, se reveló que el futuro portaaviones no era un desarrollo del TCG Anadolu (que está inspirado en el diseño del español Juan Carlos I), sino un diseño completamente nuevo.
En la SAHA EXPO 2024 se mostró por primera vez un modelo del barco y se dieron a conocer más detalles, como propulsión, dimensiones y elementos de diseño.

## Cubierta de vuelo
El MUGEM se está diseñando en una configuración STOBAR con un trampolín modular en la proa. La industria de defensa turca también está desarrollando un sistema de catapulta autóctono. Como el trampolín es de diseño modular, se puede quitar y el buque podría reconfigurarse como un portaaviones CATOBAR.

## Aeronaves
Está previsto que el barco transporte varios tipos diferentes de aeronaves, tanto tripuladas como no tripuladas.
Las aeronaves potenciales incluyen:
- Bayraktar TB3
- Bayraktar Kızılelma
- TAI Anka-3
- TAI Hürjet
- TAI TFX Kaan